# Kevin Carabantes
Kevin Edenilson Carabantes Rivera (Chalatenango, El Salvador; 20 de marzo de 1995) es un futbolista salvadoreño. Juega de guardameta en el Club Deportivo FAS de la Liga Mayor de Fútbol de El Salvador. Ha integrado selecciones menores, actualmente segundo portero de la selección mayor de El Salvador.

## Clubes
Actualizado al último partido jugado el 18 de mayo de 2025.
| Asociación Deportiva Chalatenango · El Salvador | 1.ª                 | 2015-16             | 13  | (28)  | - | - | - | -    | 13  | (28)  |
| Asociación Deportiva Chalatenango · El Salvador | 1.ª                 | 2016-17             | 8   | (10)  | - | - | - | -    | 8   | (10)  |
| Asociación Deportiva Chalatenango · El Salvador | Total               | Total               | 21  | (38)  | 0 | 0 | 0 | 0    | 21  | (38)  |
| Club Deportivo Municipal Limeño · El Salvador   | 1.ª                 | 2017-18             | 29  | (34)  | - | - | - | -    | 29  | (34)  |
| Club Deportivo Municipal Limeño · El Salvador   | 1.ª                 | 2018-19             | 37  | (38)  | - | - | - | -    | 37  | (38)  |
| Club Deportivo Municipal Limeño · El Salvador   | 1.ª                 | 2019                | 11  | (15)  | - | - | - | -    | 11  | (15)  |
| Club Deportivo Municipal Limeño · El Salvador   | Total               | Total               | 77  | (87)  | 0 | 0 | 0 | 0    | 77  | (87)  |
| Club Deportivo FAS · El Salvador                | 1.ª                 | 2020                | 5   | (5)   | - | - | - | -    | 5   | (5)   |
| Club Deportivo FAS · El Salvador                | 1.ª                 | 2020-21             | 33  | (36)  | - | - | 1 | (1)  | 34  | (37)  |
| Club Deportivo FAS · El Salvador                | 1.ª                 | 2021-22             | 24  | (23)  | - | - | 2 | (5)  | 26  | (28)  |
| Club Deportivo FAS · El Salvador                | 1.ª                 | 2022-23             | 29  | (29)  | - | - | - | -    | 29  | (29)  |
| Club Deportivo FAS · El Salvador                | 1.ª                 | 2023-24             | 37  | (37)  | - | - | 3 | (8)  | 40  | (45)  |
| Club Deportivo FAS · El Salvador                | 1.ª                 | 2024-25             | 43  | (49)  | - | - | - | -    | 43  | (49)  |
| Club Deportivo FAS · El Salvador                | 1.ª                 | 2025-26             |     |       |   |   |   |      |     |       |
| Club Deportivo FAS · El Salvador                | Total               | Total               | 171 | (179) | 0 | 0 | 6 | (14) | 177 | (193) |
| Total en su carrera                             | Total en su carrera | Total en su carrera | 269 | (304) | 0 | 0 | 6 | (14) | 275 | (318) |
| (2) No incluye goles en partidos amistosos.     |                     |                     |     |       |   |   |   |      |     |       |

Segunda División de El Salvador
| Club                            | País        | Año         |
| ------------------------------- | ----------- | ----------- |
| Club Deportivo Luis Ángel Firpo | El Salvador | 2014 - 2015 |

### Selección nacional
| Selección                                | Año                 | Partidos | Goles |
| ---------------------------------------- | ------------------- | -------- | ----- |
| El Salvador                              |                     |          |       |
| 2018                                     | 1                   | (0)      |       |
| 2019                                     | 0                   | 0        |       |
| 2020                                     | 1                   | (0)      |       |
| 2021                                     | 2                   | (1)      |       |
| 2022                                     | 3                   | (8)      |       |
| 2023                                     | 0                   | 0        |       |
| 2024                                     | 0                   | 0        |       |
| Total en su carrera                      | Total en su carrera | 7        | (9)   |
| Estadísticas hasta el 1 de mayo de 2022. |                     |          |       |

## Palmarés
| Título           | Club | País        | Torneo        |
| ---------------- | ---- | ----------- | ------------- |
| Primera División | FAS  | El Salvador | Clausura 2021 |
| Primera División | FAS  | El Salvador | Apertura 2022 |